# Vlag van Blankenberge
De vlag van Blankenberge werd door de gemeenteraad op 11 maart 1987 officieel vastgesteld als de gemeentelijke vlag van de West-Vlaamse gemeente Blankenberge. Op 13 oktober 1987 werd hij door het Bestuur van Vlaanderen bevestigd en uiteindelijk gepubliceerd op 16 september 1988 in het officiële Belgisch Staatsblad.
Officieel wordt de vlag beschreven als:
Drie banen van zwart, van wit en van zwart, lengteverhouding 1 : 2 : 1, met op het midden van het wit het wapenschild van de gemeente.
De kleuren van de vlag zijn afkomstig op het gemeentewapen, dat ook op de vlag is afgebeeld.

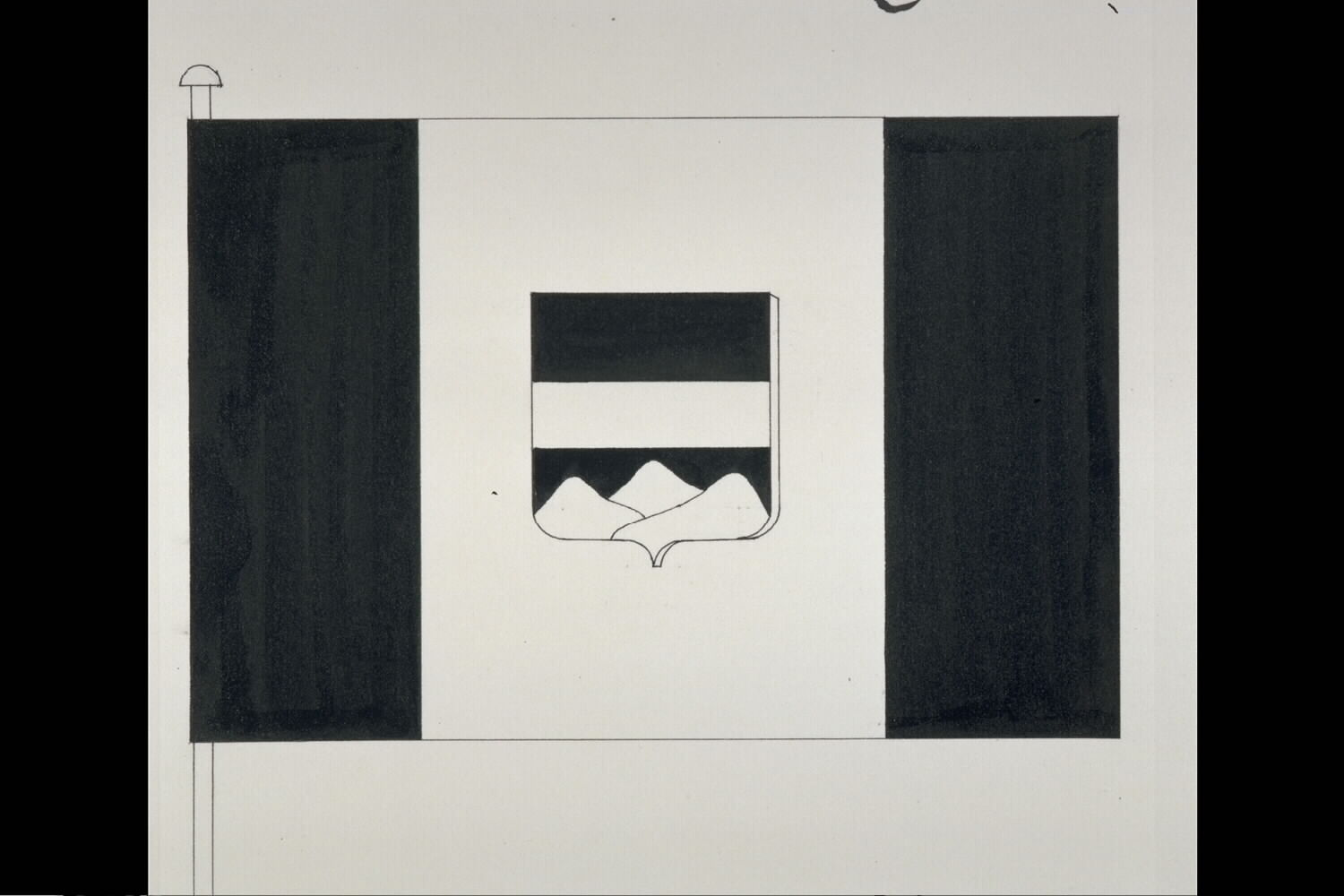
Officiële tekening van de vlag